# Andris Ambainis
Andris Ambainis (18 de janeiro de 1975) é um cientista da computação letoniano, que trabalha nas áreas de informação quântica e computação quântica. Ocupou cargos no Instituto de Estudos Avançados de Princeton e no Institute for Quantum Computing na Universidade de Waterloo. É atualmente professor da Faculdade de Computação da Universidade da Letônia.
Obteve um bacharelado (1996), mestrado (1997) e doutorado (1997) em ciência da computação na Universidade da Letônia, e um Ph.D. (2001) na Universidade da Califórnia em Berkeley. Ambainis contribuiu extensivamente para o processo e fundamentação da informação quântica da mecânica quântica, principalmente através de seu trabalho sobre caminhada quântica e limites mínimos para decisão de complexidade quântica. Em 1991 obteve um escore perfeito e a medalha de ouro na Olimpíada Internacional de Matemática.
Ambainis foi palestrantes do Congresso Internacional de Matemáticos no Rio de Janeiro (2018), palestrando sobre aspectos matemáticos da ciência da computação.